# Paderna
Paderna település Olaszországban, Piemont régióban, Alessandria megyében. Lakosainak száma 193 fő (2023. január 1.).

## Népessége
A település népessége az alábbiak az alábbiak szerint alakult:
| Lakosok száma | 216  | 204  | 193  |
|               | 2017 | 2018 | 2023 |